# District de Lago
Le district de Lago est une subdivision administrative de la province de Niassa au nord du Mozambique. En 2007, sa population est de 55 892 habitants.

## Source de la traduction
- (en) Cet article est partiellement ou en totalité issu de l’article de Wikipédia en anglais intitulé « Lago District » (voir la liste des auteurs).